# تشارلز بول دي كوك
تشارلز بول دي كوك (بالفرنسية: Charles Paul de Kock)‏ (21 مايو 1793 في فرنسا - 29 أغسطس 1871، باريس في فرنسا)؛ مؤلِّف، كاتب مسرحي وروائي فرنسي.

## روابط خارجية
- تشارلز بول دي كوك على موقع IMDb (الإنجليزية)
- تشارلز بول دي كوك على موقع الموسوعة البريطانية (الإنجليزية)
- تشارلز بول دي كوك على موقع ميوزك برينز (الإنجليزية)